# Dorcadion theophilei
Dorcadion theophilei là một loài bọ cánh cứng trong họ Cerambycidae.